# Gerichtsorganisation der ehemaligen deutschen Kolonien
Dieser Artikel beschreibt die Gerichtsorganisation der ehemaligen deutschen Kolonien und Schutzgebiete.

## Allgemeines
Mit dem Aufbau eines Kolonialreiches entstand die Notwendigkeit, auch eine Gerichtsorganisation aufzubauen. Dies erfolgte in den einzelnen Gebieten unter Berücksichtigung der lokalen Bedingungen unterschiedlich. Einige Prinzipien galten jedoch für alle Kolonien. Wesentlich war vor allem das Prinzip, dass die Einheimischen nicht Bürger des deutschen Reiches mit allen Rechten und Pflichten waren. Daher ergab sich auch in der Rechtsprechung eine klare Zweiteilung: Auf der einen Seite die Gerichtsorganisation für die Masse der Einheimischen und auf der anderen Seite Gerichte für die Kolonialherren. Die Trennung der Rechtsprechung von der Verwaltung war weitaus überwiegend nicht gegeben. Die Kolonialverwaltungsbehörden waren typischerweise auch gleichzeitig die Gerichtsinstanzen für die Einheimischen („Eingeborenengerichte“). Problematisch war auch die Feststellung des anzuwendenden Rechtes. Lokale Rechtstraditionen bestanden, waren jedoch nicht kodifiziert. Daneben waren die Kolonialbehörden nur unvollkommen mit diesem lokalen Recht vertraut. Deutsche Recht war jedoch nur teilweise eingeführt. Dies ermöglichte eine von Willkür bestimmte Rechtsprechung, deren Anspruch an Rechtsstaatlichkeit hinter den Anforderungen der Machtsicherung zurücktreten musste.
Rechtsgrundlage war das Schutzgebietsgesetz. Es orientierte sich für die Weißen an den Regelungen der Konsulargerichtsbarkeit. Als Berufungs- und Beschwerdegericht in bürgerlichen Rechtsstreitigkeiten, in Konkurssachen und in den zur streitigen Gerichtsbarkeit nicht gehörenden Angelegenheiten konnte mit Kaiserlicher Verordnung das hanseatische Oberlandesgericht oder ein deutsches Konsulargericht bestimmt werden. Für Rechtssachen, bei welchen Eingeborene als Beklagte oder Angeschuldigte beteiligt sind, sollte auf gleichem Weg ein Gerichtshof im Schutzgebiet bestimmt werden.
Die Pläne, einen Kolonialgerichtshof oder einen Kolonialsenat beim Reichsgericht als oberstes Gericht in Kolonialrechtsfragen einzurichten führten 1910 zu einem Gesetzesreferentenentwurf. Dieser Gesetzesentwurf über die Einrichtung eines Kolonialgerichtshofs wurde mit der Begründung, die Zahl der drittinstanzlichen Verfahren in Kolonialrechtssachen sei gering, nicht verabschiedet. Die diesbezüglichen Diskussionen in Politik und Rechtswissenschaft gingen aber bis zum Krieg weiter.

## In den einzelnen Kolonien

### Togo

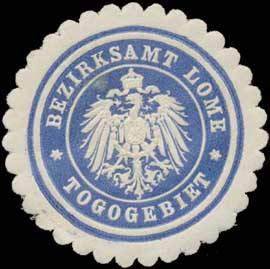
Siegelmarke Bezirksamt Lome, Verwaltungsbehörde und erstinstanzliches Gericht

In der Deutschen Kolonie Togo waren die Bezirksleiter gleichzeitig Verwaltungschef in den jeweiligen Bezirksämtern als auch Gerichtsherren für die Einheimischen. Revisionsinstanz und Gericht bei Straftaten mit höheren Strafandrohungen war der Gouverneur der Kolonie. Ab 1907 erfolgten Erhebungen und Studien zur Kodifizierung eines „Eingeborenenrechts“. Diese Aktivitäten konnten jedoch aufgrund des Kriegsausbruchs nicht vollendet werden. In Togo bestand das Bezirksgericht Lome. Als Gericht zweiter Instanz gab es das „Kaiserliche Obergericht der Schutzgebiete von Kamerun und Togo“ in Buea (Kamerun), das für die Angelegenheiten der Weißen in beiden Kolonien zuständig war.

### Kamerun
In Kamerun war das Obergericht Buea (das auch für Togo zuständig war) bzw. das Obergericht Duala Gericht zweiter Instanz. Darunter bestanden die Bezirksgerichte Duala, Kribi und Lomie. Für Neukamerun wurde 1912 ein Berufsrichter in das Sanga-Gebiet abgeordnet. Dieses Gebiet gehörte jedoch formel vorläufig zum Sprengel des Bezirksgerichtes Lomie. Eine endgültige Bildung eigener Gerichtsbezirke erfolgte nicht mehr.

### Kiautschou

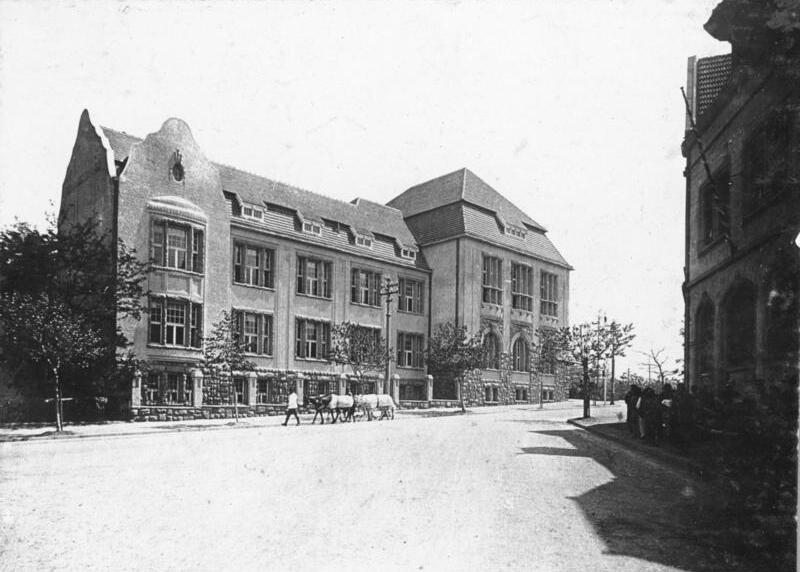
Gerichtsgebäude in Tsingtau, Kiautschou (um 1914)

In Kiautschou waren die Bezirksämter Gerichte erster Instanz für die chinesische Bevölkerung, die den weitaus überwiegenden Teil der Bevölkerung bildeten. Sie sprachen Recht nach traditionellem chinesischem Recht. Im Juni 1898 wurde ein kaiserliches Gericht eingerichtet. Dieses bestand aus zwei Richtern und einem Oberrichter. Das Kaiserliche Gericht war Revisionsinstanz gegen Urteile der Bezirksämter und Gericht erster Instanz für die Europäer in der Kolonie. Revisionsgericht war zunächst das Konsulatsgericht in Shanghai. Ab dem 1. Januar 1908 bestand ein Kaiserliches Gericht zweiter Instanz in Kiautschou.

### Deutsch-Ostafrika
In Deutsch-Ostafrika regelte die Verordnung, betreffend die Rechtsverhältnisse in Deutsch-Ostafrika vom 1. Januar 1891 das Gerichtswesen. 1914 bestanden Bezirksgerichte in Daressalam, Tanga, Tabora und Moschi. In Daressalam bestand das Obergericht Daressalam als zweite Instanz.

### Deutsch-Südwestafrika
In Deutsch-Südwestafrika bestand das Obergericht Windhuk als zweite Instanz. Darunter waren die fünf Bezirksgerichte Windhuk, Swakopmund, Keetmanshoop, Omaruru und Lüderitzbucht angesiedelt. Beim Bezirksamt Lüderitzbucht bestand eine Kriminalabteilung für Diamantenvergehen. 1913 waren die Bezirksgerichte mit elf Berufsrichtern besetzt. Hinzu kamen jeweils noch zwei Laienrichter für die Behandlung mittlerer Strafsachen und von vier Laienrichter bei schweren Straftaten.

### Deutsche Schutzgebiete in der Südsee
Für die Deutschen Schutzgebiete in der Südsee bestanden folgende Gerichte:

#### Mikronesien
Auf den Marshallinseln wurde 1886 ein Kaiserliches Gericht in Jaluit und 1890 dort ein kaiserliches Obergericht gebildet. 1906 wurde das Kaiserliche Gericht in ein Bezirksgericht umgewandelt und das Obergericht abgeschafft. Gericht zweiter Instanz war nun das Kaiserliche Obergericht in Neu-Guinea. Auf den Karolinen und Marianen wurden 1899 Bezirksgerichte in Ponape, Jap und Saipan gebildet. 1911 wurden die Bezirksgerichte in Saipan und Jaluit aufgehoben. Obergericht war das Kaiserliche Obergericht in Neu-Guinea.

#### Bismarck-Archipel und Kaiser-Wilhelms-Land
In Deutsch-Neuguinea war das Obergericht Rabaul Gericht zweiter Instanz. Darunter bestanden die Bezirksgerichte Rabaul (Bismarckarchipel) und Friedrich-Wilhelmshafen (Kaiser-Wilhelms-Land) sowie die genannten Bezirksgerichte Ponape und Jap. In Rabaul waren ein Oberrichter und ein Bezirksrichter als Berufsrichter eingesetzt. In den drei anderen Bezirksgerichten wirkte der Bezirksamtmann gleichzeitig als Bezirksrichter. Vor 1910 war der Sitz des Obergerichtes in Herbertshöhe.

#### Samoa
In Deutsch-Samoa war ein Obergericht Samoa eingerichtet, dem das Bezirksgericht Apia nachgeordnet war. Zum 1. September 1886 wurde das deutsche Konsulargericht in Apia als Gericht zweiter Instanz benannt. Am 1. März 1900 wurde stattdessen das Obergericht Apia eingerichtet. Diesem war als erstinstanzliches Gericht das Bezirksgericht Apia untergeordnet.  Zunächst einmal war die Trennung der Rechtsprechung von der Verwaltung nicht gegeben: Der Gouverneur war gleichzeitig Oberrichter. Seit 1904 befand sich ein gesonderter Oberrichter in Apia.
Diese Gerichte waren für die Kolonialherren zuständig. Sie waren in bestimmten Fällen auch für Eingeborene zuständig. Dies waren zunächst einmal übergangsweise diejenigen Fälle, für die das bisherige gemeinsame Obergericht Samoa oder der Municipalrat von Apia zuständig gewesen war. Weiterhin waren sie für Konflikte um Grundstücke zuständig. Für die anderen Zivilrechtsfälle waren Samoanische Richter („Faamasino“) zuständig. Gegen deren Entscheidung war eine Berufung bei den kaiserlichen Gerichten möglich.

## Disziplinargerichte

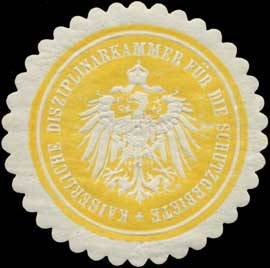
Siegelmarke K. Disziplinarkammer für die Schutzgebiete

Als Disziplinargerichte für die Schutzgebiete wirkte in erster Instanz die Disziplinarkammer für die Schutzgebiete mit Sitz in Potsdam und in zweiter Instanz der Disziplinarhof für die Schutzgebiete mit Sitz in Berlin. Die Disziplinarkammer bestand aus sieben, der Disziplinarhof aus elf Mitgliedern.